# ALL SINGLES COMPLETE ～10th ANNIVERSARY～
「ALL SINGLES COMPLETE ～10th ANNIVERSARY～」是日本的女子偶像組合早安少女組。的第3枚精選專輯。於2007年10月24日發行。唱片公司為zetima。

## 概要
- 繼2004年發售的「Best! 早安少女組。2」以來的精選專輯。與上一張專輯「SEXY 8 BEAT」相距約7個月。
- 收錄第1張單曲「早安咖啡」至第34張單曲「願女人幸福」共34首主打單曲。
- 本作分「初回限定盤」和「CD盤」2種版本
- 「初回限定盤」收錄了各單曲的Live Ver.
- 在11月5日於公信榜專輯週排行榜取得第6位。

## 收錄內容

### CD（初回限定盤・CD盤）

#### Disc 1
1. 早安咖啡（モーニングコーヒー）
1st單曲
2. Summer Night Town（サマーナイトタウン）
2nd單曲
3. 擁抱我HOLD ON ME! (抱いてHOLD ON ME!)
3rd單曲
4. Memory 青春之光 (Memory 青春の光)
4th單曲
5. 真夏的光線 (真夏の光線)
5th單曲
6. 故鄉 (ふるさと)
6th單曲
7. LOVE MACHINE (LOVEマシーン)
7th單曲
8. 戀愛熱舞站 (恋のダンスサイト)
8th單曲
9. 快樂夏季婚禮（ハッピーサマーウェディング）
9th單曲
10. I WISH
10th單曲
11. 戀愛革命21（恋愛レボリューション21）
11th單曲
12. The☆Pea～ce!（ザ☆ピ〜ス!）
12th單曲・「The☆Pea～ce! / 充滿愛的大宇宙」的主打曲目
13. Mr. Moonlight 〜愛的Big Band〜（Mr.Moonlight 〜愛のビッグバンド〜）
13th單曲
14. 是啊！We're ALIVE（そうだ！We're ALIVE）
14th單曲
15. Do it! Now
15th單曲
16. 就在這裡!（ここにいるぜぇ!）
16th單曲
17. 早安少女組。之突然出現的葫蘆島（モーニング娘。のひょっこりひょうたん島）
17th單曲

#### Disc 2
1. AS FOR ONE DAY
18th單曲
2. 泡泡（シャボン玉）
19th單曲
3. Go Girl ～戀愛勝利～ (Go Girl 〜恋のヴィクトリー〜)
20th單曲
4. 只要有愛 IT'S ALL RIGHT（愛あらばIT'S ALL RIGHT）
21st單曲
5. 浪漫 ～MY DEAR BOY～
22nd單曲
6. 女子喧嚷物語（女子かしまし物語）
23rd單曲
7. 淚流不止的放學後 (涙が止まらない放課後)
24th單曲
8. THE MANPOWER!!! (THE マンパワー!!!)
25th單曲
9. 大阪 戀之歌（大阪 恋の歌）
26th單曲
10. 性感不已 心焦難耐 （色っぽい じれったい）
27th單曲
11. 直感2 ～溜掉的魚才是最大尾的!～（直感2 〜逃した魚は大きいぞ!〜）
28th單曲
12. SEXY BOY ～依偎著微風～（SEXY BOY 〜そよ風に寄り添って〜）
（作詞・作曲：淳君 編曲：高橋諭一）
29th單曲
13. Ambitious! 有點野心也不錯（Ambitious! 野心的でいいじゃん）
（作詞・作曲：淳君 編曲：湯淺公一）
30th單曲
14. 向前走（歩いてる）
（作詞・作曲：淳君 編曲：鈴木Daichi秀行）
31st單曲
15. 不偽裝的笑顏YES（笑顔YESヌード）
（作詞・作曲：淳君 編曲：松井寛）
32nd單曲
16. 悲傷的Twilight（悲しみトワイライト）
（作詞・作曲：淳君  編曲：山崎淳）
33rd單曲
17. 願女人幸福（女に 幸あれ）
（作詞・作曲：淳君  編曲：江上浩太郎）
34th單曲
18. HELLO TO YOU 〜Hello! Project 10周年紀念Theme〜（HELLO TO YOU〜ハロー!プロジェクト10周年記念テーマ〜）
（作詞・作曲：淳君 編曲：湯浅公一）

### DVD（初回限定盤）
1. 中澤裕子：I WISH （Live Ver.）
2. 飯田圭織：Do it! Now （Live Ver.）
3. 安倍夏美：就在這裡！（Live Ver.）
4. 保田圭：AS FOR ONE DAY （Live Ver.）
5. 後藤真希：Do it! Now （Live Ver.）
6. 石川梨華：The☆Pea~ce! （Live Ver.）
7. 吉澤瞳：是啊！We're ALIVE （Live Ver.）
8. 高橋愛：Do it! Now （Live Ver.）
9. 紺野朝美：Ambitious! 有點野心也不錯 （Live Ver.）
10. 新垣里沙：Mr. Moonlight ~愛的Big Band~ （Live Ver.）
11. 龜井繪里：Do it! Now （Live Ver.）
12. 道重沙由美：向前走 （Live Ver.）
13. 田中麗奈：泡泡 （Live Ver.）
14. 久住小春：性感不已 心焦難耐 （Live Ver.）
15. 光井愛佳：泡泡 （Live Ver.）
16. 純純：不偽裝的笑顏YES （Live Ver.）
17. 琳琳：願女人幸福 （Live Ver.）